# オスカー・シュトラウス
オスカー・シュトラウス（Oscar Straus, オスカル・シュトラウスの表記もあり、1870年3月6日 - 1954年1月11日）は、オペレッタの作曲家。
本来の姓はもともと“Strauss”と綴ったが、著名なヨハン・シュトラウス一家（Strauss）との混同を避けるために、語末のsを一つ省いたといわれる。

## 概要
ブラームスに楽才を祝福されてウィーン音楽院に学んだ後、ベルリンでマックス・ブルッフに師事し、ユーバーブレットル・カバレット（文芸酒場）で楽団指揮者を務める（この時期、楽団の編曲家としてシェーンベルクを雇う）。その後ウィーンに戻りオペレッタの作曲に専念し、フランツ・レハールのライバルとして名を揚げる。1905年にレハールの《メリー・ウィドウ》が初演された際、「あれぐらい俺にもできるぞ（ "Das kann ich auch!" ）」と言い放ったと伝えられる。
1939年にナチスによってオーストリアが併合されるとユダヤ系のためパリに逃れ、ハリウッドに落ち着いた。戦後はヨーロッパに戻り、バート・イシュルに居を構え、その地で最期を迎えた。
代表作に、《ワルツの夢 Ein Walzertraum 》と《チョコレートの兵隊 Der tapfere Soldat 》ほか。

## 主要作品一覧

### オペレッタ
- Die lustigen Nibelungen （The Merry Nibelungs） - 1904
- Zur indischen Witwe - 1905
- Hugdietrichs Brautfahrt （Hugdietrich's Honeymoon） - 1906
- ワルツの夢（A Waltz Dream） - 1907
- Das Buch der Abenteuer - 1907
- チョコレートの兵隊（ドイツ語版）（The Gallant Soldier, The Chocolate Soldier） - 1908
- Didi - 1908
- Das Tal der Liebe - 1909
- Mein junger Herr （My Son John） - 1910
- Der tapfere Cassian （The Brave Cassian） - 1912
- The Dancing Viennese - 1912
- Love and Laughter - 1913
- Rund um die Liebe - 1914
- Liebeszauber - 1916
- Der Favorit - 1916
- 最後のワルツ（ドイツ語版） - 1920
- Die Musik kommt - 1928
- Eine Frau, die weiß, was sie will - 1932
- Drei Walzer - 1935
- Ihr erster Walzer （revised version, Die Musik kommt） - 1950
- Bozena - 1952

### バレエ音楽
- Colombine - 1904
- Die Prinzessin von Tragant - 1912

### 映画音楽
- Jenny Lind - 1930
- 『陽気な中尉さん』 - 1931
- The Southerner - 1932
- One hour with You - 1932
- Die Herren von Maxim - 1933
- Frühlingsstimmen - 1934
- Land Without Music - 1935
- Make a Wish - 1935
- La ronde - 1950

## 関連事項
- 東京オペレッタ劇場/オスカー・シュトラウス
- 愛用したピアノ